# Алоказия крупнокорневищная
Алока́зия крупнокорневи́щная, или Алока́зия го́рная, или Алока́зия свинцо́во-се́рая, или Алока́зия толстосте́бельная (лат. Alocasia macrorrhizos) — тропическое многолетнее травянистое растение, вид рода Алоказия (Alocasia) семейства Ароидные (Araceae).
Крупное растение, произрастает в Южной Азии, на островах Океании и в дождевых тропических лесах восточной Австралии.
Один из самых крупных видов алоказий, достигает высоты 3 м и выше, длина листовой пластины у этого вида может достигать одного метра, черешок листа также может иметь длину до одного метра. Цветки незаметные, очень ароматные.

## Ботаническое описание

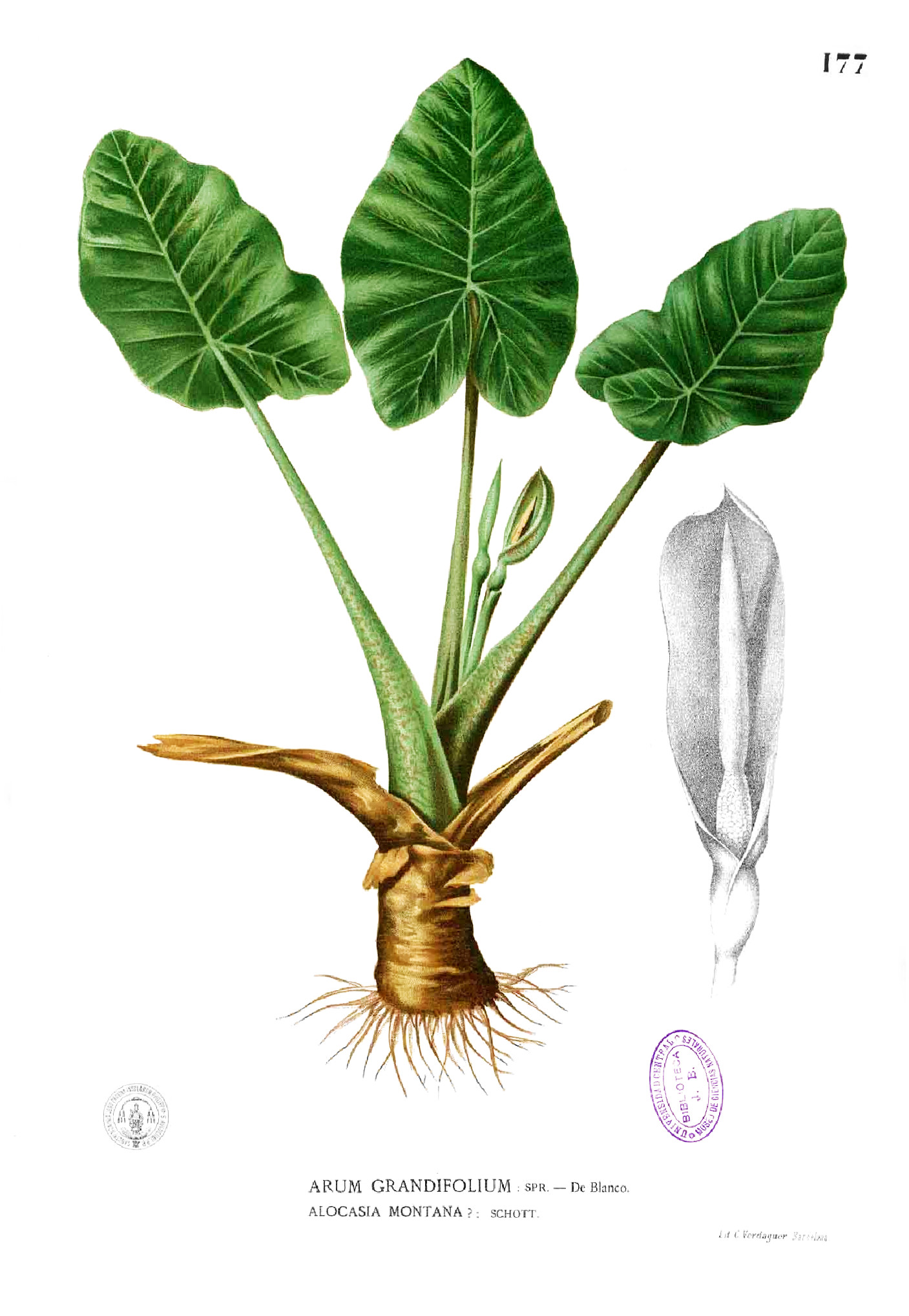

Гигантские вечнозелёные многолетние травы до 4 м высотой, с небольшим количеством млечного сока.
Стебель вертикальный примерно до 1,5 м высоты, далее полегающий.

### Листья
Листья от нескольких до многих (чаще), скученные на верхушке стебля у больших растений. Черешки до 1,3 м длиной, вложенные на 1⁄3—½ длины во влагалища. Листовая пластинка овально-стреловидная, в очертании прямотреугольная, до 120 см длиной и 50 см шириной, более-менее вертикальная, края слегка или сильно извилистые, однотонно светло-зелёные с обеих сторон. Нижние доли листовой пластинки составляют 1⁄3—½ длины верхней доли, немного сферические, часто перекрывают друг друга.
Первичные боковые жилки по 9 с каждой стороны, под углом около 60° к центральной жилке, с верхней стороны хорошо различимы желёзки вдоль осей первичных жилок. Вторичные жилки вровень с листовой пластинкой или слегка приподняты сверху, межпервичные краевые жилки не формируются или плохо различимы.

### Соцветия и цветки
Соцветия парные, растущие из пазух листьев, снабжены чешуйчатыми катафиллами. Цветоножка едва превышает катафиллы во время цветения. Покрывало 13—35 см длиной, с перетяжкой на 1⁄6 длины от основания. Трубка покрывала зелёная, яйцевидная. Пластинка покрывала широко-продолговато-ланцетовидная, 10,5—29 см длиной, формы капюшона в период цветения, позже согнутая, и тогда высохшая, чешуйчатая, светло-жёлтая.
Початок немного короче покрывала, на короткой ножке. Женская цветочная зона конически-цилиндрическая, 1—2 см длиной и 1,5 см в диаметре; завязь бледно-зелёная, около 3 мм в диаметре; рыльце сидячее, 3—5-лопастное; лопасти конические, жёлтые. Стерильный промежуток немного короче или равен женской зоне, беловатый, очень немного суженный в месте сужения покрывала; синандродии ромбо-шестиугольные, около 2,5 мм в диаметре, снизу бледнее, не полностью сросшиеся или с центральным отверстием, верхние напоминают синандрии. Мужская цветочная зона цилиндрическая, примерно 3—7 см длиной, около 2 см в диаметре, беловатая; синандрии 5—9-тычинковые, ромбо-шестиугольные, на верхушке выпуклые из-за формирующих кепку связников, около 2 мм в диаметре. Придаток немного более толстый, чем мужская зона в основании, затем сужающийся, составляющий значительную часть длины початка, желтоватый.

### Плоды
Плодоносящая зона продолговато-эллипсоидная, около 8 см длиной, зелёная. Плоды — эллипсоидные ягоды, 12 мм длиной, 8 мм в диаметре, при созревании красные.
|                                                                  |  |  |
| Слева направо: лист, соцветие в период цветения и после цветения |  |  |

## Распространение
Встречается от Малайзии до Австралии: Бангладеш, Индия, Шри-Ланка, Таиланд, Вьетнам, Борнео, Ява, Малые Зондские острова, Малайзия, Молуккские острова, Филиппины, Сулавеси, Суматра, Новая Гвинея, Соломоновы острова, Квинсленд, Фиджи, Новая Каледония; в Центральной и Южной Америке: Гавайские острова, Пуэрто-Рико, Никарагуа, Гондурас, Пуэрто-Рико, Венесуэла, Парагвай.
Растёт в придорожных канавах, по краям влажных полей, на высоте до 500 м над уровнем моря. Никогда не встречается в дикой природе, а только вблизи жилья.

## Практическое использование
Этот вид разводят в декоративных, пищевых и лекарственных целях в Азии, в Океании (в том числе в Новой Каледонии), а также в Южной Америке. Есть различные разновидности и садовые сорта.
Стебли употребляются в пищу.
В 1966 году в Малайзии, в Тавау (Сабах) было найдено растение с размером листьев длиной 3,02 и шириной 1,92 м. Этот факт был зафиксирован в Книге рекордов Гиннесса.